# Roch-Ambroise Auguste Bébian
Roch-Ambroise Auguste Bébian (Guadalupe, 4 de agosto de 1789 — 24 de fevereiro de 1839) foi um professor francês. Um dos primeiros ouvintes a dominar a língua de sinais francesa (FLS) com fluência, escreveu Mimographie (1825), em que propunha o primeiro sistema de escrita das línguas de sinais, em específico a FLS.